# Die Stoßburg – Wenn nachts die Keuschheitsgürtel klappern
Die Stoßburg (auch: Wenn nachts die Keuschheitsgürtel klappern) ist eine deutsche Softsexfilmkomödie aus dem Jahre 1974 von Franz Marischka.

## Handlung
Bayern, irgendwann im Mittelalter: Raubritter Archibald ist ein ruppiger Raufbold und keinem kriegerischen Händel abgeneigt. Eines Tages bittet ihn sein Fürst Sigurd um Hilfe: Archibald soll sich an seiner Seite auf einen Kreuzzug begeben. Vorher ergreift Archibald, der seiner holden Gattin nicht so recht über den Weg zu trauen scheint, die Gelegenheit und erwirbt von einem ebenso fahrenden wie windigen Händler aus südlichen Gefilden namens Aurelio einen ganzen Stoß an Keuschheitsgürteln.
Schließlich will er sich, wenn er denn schon zum Schwert greifen muss, der Treue seiner Frauen – neben der Gattin auch noch seine Geliebte und seine Tochter – sicher sein. Gesagt – getan. Archibald geht auf Kreuzzug … und seine herrschaftlichen Gemäuer werden derweil zur „Stoßburg“. Denn ein findiger Schlosser, eigentlich ein Ex-Knacki, weiß so manches Schloss – in diesem Falle das eines Keuschheitsgürtels – zu knacken und die Schatzkästchen der holden Weiblichkeiten zu erobern. Doch auch Archibald hat nicht nur Krieg im Kopf, ermöglicht ihm Sigurd doch auf seiner eigenen Burg so manche Eroberung.
In Nebengeschichten will Archibalds Tochter Gudrun erst heiraten, wenn der Bewerber drei unlösbare Rätsel lösen kann, wobei sie sich später in der Umsetzung erstaunlich flexibel erweist; der liebesmüde Archibald muss an der Jungfrau Adelaide das ius primae noctis vollziehen; Archibalds Vorkoster erleidet beim Vollzug seiner Arbeit immer wieder Asthmaattacken; und die Knappen Bert und Kuni stümpern sich durch die Geschichte.

## Produktionsnotizen
Die Stoßburg – Wenn nachts die Keuschheitsgürtel klappern wurde unter anderem 1973 auf Burg Kreuzenstein gedreht und am 1. Februar 1974 uraufgeführt.

## Wissenswertes
Dagmar Wöhrls Mitwirkung in diesem Film unter dem Pseudonym „Sandra Monte“ führte zwei Jahrzehnte später zu einigen Diskussionen innerhalb ihrer Partei bezüglich der filmischen Vergangenheit der nunmehrigen CSU-Abgeordneten und späteren Staatssekretärin.

## Kritik
Das Lexikon des Internationalen Films nannte das Filmchen kurz eine „Sexposse“.